# Prochora praticola
Espèce
Synonymes
- Agroeca praticola Bösenberg & Strand, 1906
- Talanites dorsilineatus Dönitz & Strand, 1906
- Coelotes lushanensis Peng & Wang, 1997
- Draconarius wulingensis Zhou & Chen, 2016

Prochora praticola est une espèce d'araignées aranéomorphes de la famille des Miturgidae.

## Distribution
Cette espèce se rencontre au Japon, en Corée du Sud et en Chine.

## Description
La femelle syntype mesure 8 mm.
Les mâles mesurent de 7,0 à 8,0 mm et les femelles de 8,0 à 9,0 mm.

## Systématique et taxinomie
Cette espèce a été décrite sous le protonyme Agroeca praticola par Bösenberg et Strand en 1906. Elle est placée dans le genre Itatsina par Yaginuma en 1960 puis dans le genre Prochora par Bosselaers et Jocqué en 2013.
Talanites dorsilineatus a été placée en synonymie par Yaginuma en 1962.
Coelotes lushanensis a été placée en synonymie par Song, Zhu et Chen en 1999.
Draconarius wulingensis a été placée en synonymie par Chen en 2017.

## Publication originale
- Bösenberg & Strand, 1906 : « Japanische Spinnen. » Abhandlungen der Senckenbergischen Naturforschenden Gesellschaft, vol. 30, p. 93-422 (texte intégral).